# Les Saisies

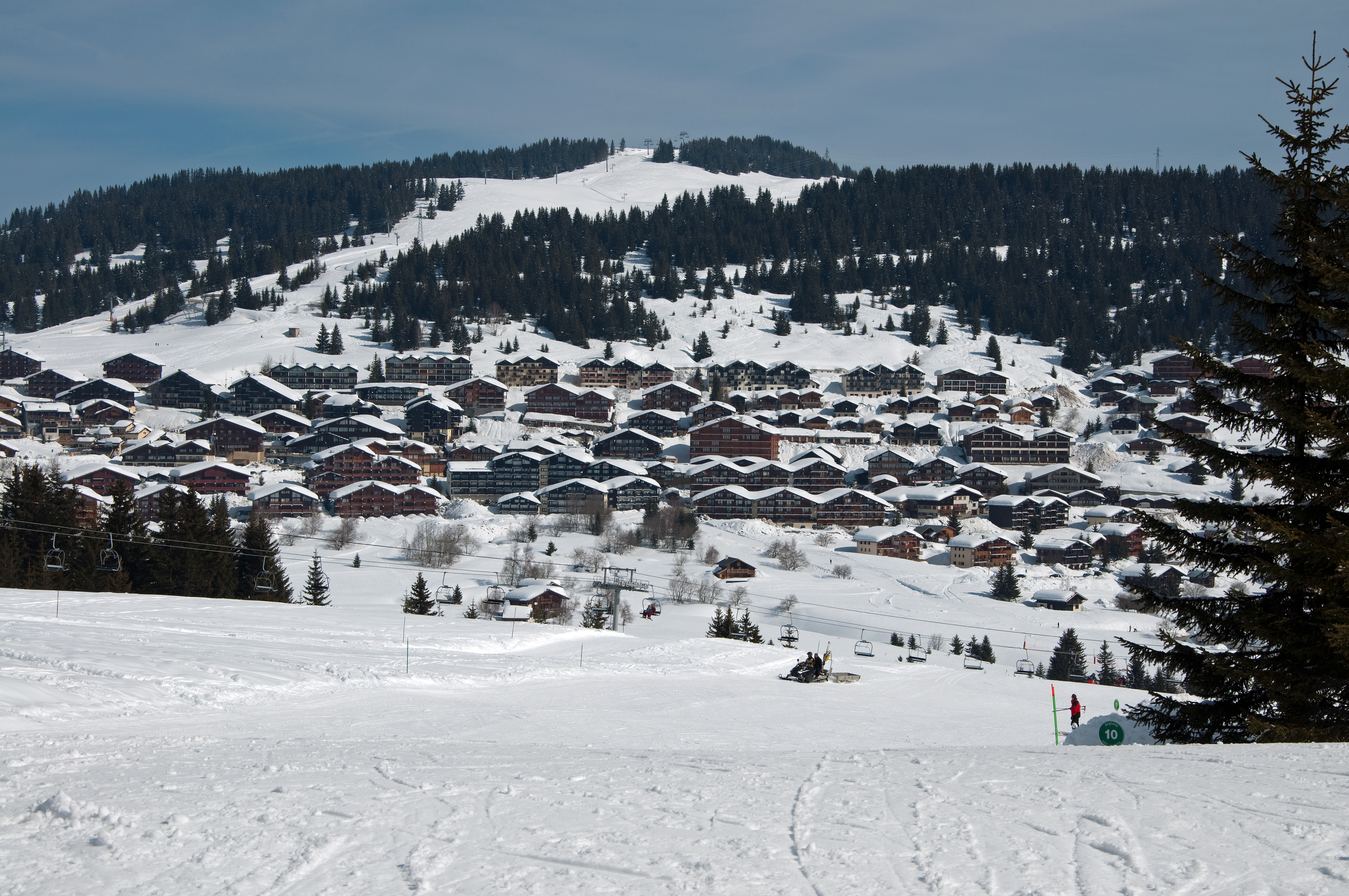
Zicht op Les Saisies in 2013

Les Saisies is een skidorp in het Franse wintersportgebied Espace Diamant, gelegen op het grondgebied van de gemeenten Hauteluce en Villard-sur-Doron in het departement Savoie. Samen met Bisanne 1500 en Hauteluce-dorp vormt Les Saisies een van de deelgebieden van Espace Diamant. Het dorp ligt tussen 1550 en 1700 meter boven zeeniveau op de Col des Saisies.
Les Saisies was een alpenweide tot Erwin Eckl, een Oostenrijk ski-instructeur, er midden jaren 1930 een skihotel oprichtte. In de jaren 50 verschenen de eerste skilift en skischool. Vanaf dan, maar vooral in de jaren 1960 en 1970, werd Les Saisies uitgebreid met nieuwe residenties. Daarvoor gingen de vier omliggende gemeenten – behalve Hauteluce en Villard-sur-Doron ook Crest-Voland en Cohennoz – een samenwerking aan. Sinds 1984 is het skigebied van Les Saisies verbonden met Crest-Voland en sinds 2005 maakt het deel uit van Espace Diamant.
Verspreid over Les Saisies, Bisanne 1500 en Hauteluce-dorp waren er in 2016 meer dan 15.000 bedden voor toeristen in zo'n 2400 accommodaties. Het merendeel daarvan bevindt zich in Les Saisies.